# L'Homme végétal
 (juin 2017).
Si vous disposez d'ouvrages ou d'articles de référence ou si vous connaissez des sites web de qualité traitant du thème abordé ici, merci de compléter l'article en donnant les références utiles à sa vérifiabilité et en les liant à la section « Notes et références ».
L'Homme végétal. Pour une autonomie du vivant est un essai du biologiste Gérard Nissim Amzallag paru en 2003.

## Description
Cet ouvrage est, comme le définit son auteur, un essai à proprement parler. Il tend à expliquer par la théorie mais également par la pratique un aspect autonome et méconnu du vivant sous toutes ses formes. L'auteur s'appuie sur son premier ouvrage car les idées développées dans ce livre réfutent les méthodes scientifiques communément admises, qui admettent le darwinisme voire le cartésianisme.
On peut le définir comme une Bible athée du vivant [Interprétation personnelle ?], ce qui reste subjectif car l'athéisme est une tendance et non un principe. Il s'agit ici de comprendre le fonctionnement et l'activité de l'être vivant sans aide ou influence extérieure, à travers les sciences de la vie, la biologie et la génétique. Il n'y a pas d'inventaire du vivant, mais une explication détaillée qui vise à le comprendre dans son intégrité et dans son essence, en clair dans son autonomie physique et conceptuelle. La question se (re)pose : d'où viennent la spontanéité et la faculté d'adaptation du vivant ? La réponse que Gérard Amzallag nous apporte est : le vivant lui-même.

## Structure
Ce livre compte dix chapitres en trois parties :
- Première partie : La fortune vient-elle en dormant ?
- Deuxième partie : Y a-t-il un maître à bord ?
- Troisième partie : L'autonomie du vivant

## Autour de l’œuvre
L'écrivain Bernard Werber le cite souvent dans les remerciements de ses ouvrages, inspiré entre autres par Gérard Amzallag. En effet, on retrouve des thèmes communs entre ses œuvres Le Père de nos pères (pour les origines), L'Ultime Secret (pour le cerveau) et Voyage au cœur du vivant, et cet ouvrage, sans compter l'importance générale du végétal dans ses romans et nouvelles. Il est l'auteur de la préface de L'Homme végétal.

## Édition
L'Homme végétal, Albin Michel, Paris, 2003.